# Aerodrom (Skopje)
Aerodrom (makedonska: Аеродром, albanska: Komuna e Aeorodromit) är en kommun i Nordmakedonien. Den ligger i den centrala delen av landet, och är en av tio kommuner i huvudstaden Skopje. Antalet invånare är 77 735 (år 2022).